# Бивер (Арканзас)
Бивер (енгл. Beaver) град је у америчкој савезној држави Арканзас.

## Демографија
По попису из 2010. године број становника је 100, што је 5 (5,3%) становника више него 2000. године.
| Група             | 2000.      | 2010.      |
| Белци             | 92 (96,8%) | 97 (97,0%) |
| Афроамериканци    | 0 (0,0%)   | 0 (0,0%)   |
| Азијати           | 0 (0,0%)   | 0 (0,0%)   |
| Хиспаноамериканци | 2 (2,1%)   | 0 (0,0%)   |
| Укупно            | 95         | 100        |